# Forserums församling
Forserums församling var en församling i Växjö stift och i Nässjö kommun. 
Församlingen uppgick 2010 i Barkeryd-Forserums församling.
Församlingskyrka var Forserums kyrka.

## Administrativ historik
Församlingen har medeltida ursprung.
Församlingen var till 1 maj 1927 annexförsamling (moderförsamling från 1 maj 1919) i pastoratet Järsnäs och Forserum för att därefter till 1962 utgöra ett eget pastorat. Från 1962 var församlingen moderförsamling i pastoratet Forserum och Barkeryd. Församlingen uppgick 2010 i Barkeryd-Forserums församling.
Församlingskod var 068207.